# Destiny's Child
Cet article concerne le groupe. Pour leur album éponyme, voir Destiny's Child (album).
Destiny's Child (également connu sous les noms de DC, DC5 ou DC3) est un groupe féminin américain de Gospel et R'n'B composé au sommet de sa gloire par LaTavia Roberson, LeToya Luckett, Michelle Williams, Farrah Franklin, Kelly Rowland et Beyoncé Knowles.
Ayant formé un groupe en 1990 à Houston au Texas, les membres de Destiny's Child commencent leur carrière musicale à la préadolescence sous le nom collectif de « Girl's Tyme », qui regroupe alors Beyoncé, Kelly Rowland, LaTavia Roberson, LeToya Luckett, Tamar Davis, Nina Taylor et Nikki Taylor.
Après quelques années sans maison de disques, elles signent chez Columbia Records et changent le nom de leur formation, réduite à 4 membres (Rowland, Roberson, Luckett et Knowles). Destiny's Child est lancé dans la reconnaissance générale qui suit la sortie de leur second album, en 1999, The Writing's on the Wall, le plus vendu et qui contient les singles classés numéro un des ventes Bills, Bills, Bills et Say My Name.
Malgré le succès critique et commercial, le groupe est en proie à des conflits internes sur le traitement des membres à travers le management organisé par les parents de Beyoncé entraînant plusieurs frictions portées par LaTavia Robertson et LeToya Luckette : Mathew Knowles vire finalement Roberson et  Luckett de la formation. Elles formeront plus tard un groupe appelé Anjel avec Tiffany Beaudoin et Naty Quinones. Elles sont vite remplacées par Michelle Williams et Farrah Franklin ; cependant, en 2000, Franklin est également licenciée du groupe par Knowles. Le groupe comptera par la suite seulement trois membres. 
Selon plusieurs sources, Matthew Knowles faisait bronzer tous les membres du groupe sauf Beyoncé Knowles pour qu’elle puisse paraître plus claire de peau que les autres alors qu’elles ont toute quasiment la même couleur de peau à l'origine.
Farrah Franklin est la cousine de la chanteuse Natina Reed faisant partie du groupe Blaque à l’époque et Michelle Williams chantait en tant que « background singer », soit chanteuse en fond pour Monica avant de rentrer dans le groupe.
Leur troisième album, Survivor, qui contient des thèmes que le public interprète comme en rapport avec l'expérience du groupe, comprend les succès mondiaux : Independent Women, Survivor et Bootylicious. En 2002, Destiny's Child annonce une pause, ce qui permet à ses membres d'entreprendre une carrière individuelle. Elles se réunissent en 2004 avec Destiny Fulfilled, et, un an plus tard, au cours de leur tournée mondiale, elles annoncent que le groupe se dissout et que ses membres poursuivront une carrière solo.
Tout au long de sa carrière, le groupe sort quatre albums studio et voit quatre de ses singles classés numéro un aux États-Unis. Elles vendent plus de 60 millions de disques en tant que groupe et deviennent un des groupes qui a vendu le plus aux États-Unis. Le magazine Billboard les classe comme l'un des plus grands trios musicaux de tous les temps, et intronise le groupe en 2008 à la 68e place du Top 100 des artistes de tous les temps. En 2005, les World Music Awards les reconnaissent comme l'un des groupes féminins ayant vendu le plus de disques dans le monde. Elles sont en outre classées à la 9e place des artistes de la décennie 2000–2010 par Billboard.

## Histoire

### 1990–1994: Débuts et Girl's Tyme
En 1990, Beyoncé Knowles rencontre la rappeuse LaTavia Roberson dans une audition pour un groupe féminin. Situées à Houston, au Texas, elles rejoignent un groupe qui fait du rap et de la danse. Kelly Rowland, qui déménage dans la maison de Beyoncé en raison de problèmes familiaux, les rejoint en 1991. Initialement nommé Girl's Tyme, le groupe est finalement réduit à six membres avec Támar Davis et les sœurs Nikki et Nina Taylor,. Avec Beyoncé et Rowland, Girl's Tyme attire l'attention à l'échelle nationale : le producteur de R'n'B de la côte ouest Arne Frager se rend à Houston pour les voir. Il les amène à son studio, les Plant Recording Studios, en Californie du Nord, et il se focalise sur le chant de Beyoncé car Frager pense qu'elle a la personnalité et la capacité pour chanter. Pour arriver à faire signer Girl's Tyme chez une major, la stratégie de Frager est de faire débuter le groupe dans Star Search, la plus grande émission de talent sur la télévision nationale alors. Cependant, les chanteuses perdent la compétition car, selon Beyoncé, leur choix de chanson ne fut pas le bon. Elles faisaient en effet du rap au lieu de chanter.
En raison de la défaite du groupe, le père de Beyoncé, Mathew, consacre volontairement son temps à les manager,. Mathew Knowles diminue la composition du groupe à quatre, avec le retrait de Davis et des sœurs Taylor et l'inclusion de LeToya Luckett en 1993,. En plus de passer du temps dans leur église de Houston, Girl's Tyme s'entraîne dans leurs jardins et dans le Salon Headliners, qui appartient à la mère de Beyoncé, Tina. Le groupe veut tester leurs numéros dans le salon qui se situe sur le Montrose Boulevard à Houston, et parfois elles recueillent des conseils des clients tandis que d'autres fois, elles sont critiquées. Durant les périodes scolaires, Girl's Tyme chante lors de concerts locaux et, quand l'été arrive, Mathew Knowles établit un « camp d'entraînement » pour les former à la danse et au chant. Après des entraînements rigoureux, elles commencement à faire les premières parties de groupes installés de R'n'B du moment comme SWV, Dru Hill et Immature. Tina Knowles dessine les habits du groupe pour leur spectacle et quand elle est sur la route avec Girl's Tyme, la plupart du temps, elle donne la direction du salon à son meilleur ami, Vernell Jackson.
Au cours des premières années de leur carrière, Girl's Tyme change leur nom en Something Fresh, Cliché, the Dolls, et en Destiny. Le groupe signe avec Elektra Records sous le nom Destiny, mais le nom est finalement abandonnée par la maison de disques quelques mois plus tard, avant même de pouvoir sortir un album. La quête d'un contrat avec une maison de disques affecte la famille Knowles : en 1995, Mathew Knowles démissionne de son emploi de vendeur d'équipement médical ce qui provoque la perte de la moitié du revenu familial des Knowles, et les parents se séparent brièvement en raison de la pression,. Le groupe change son nom pour celui de Destiny's Child en 1996, nom qui vient d'un passage du Livre d'Isaïe,.
Matthew Knowles arrive à négocier un contrat avec Columbia Records qui signe le groupe en 1997,. Avant de signer avec Columbia, le groupe a enregistré quelques pistes à Oakland et produites par Dwayne Wiggins de Tony! Toni! Toné!, dont Killing Time, qui, après la reconnaissance du label qui explique que Destiny's Child a une « qualité unique », est incluse dans la bande originale du film de 1997 Men in Black,. Le groupe sort leur premier single, No, No, No, le 11 novembre 1997, aux États-Unis.

### 1998–2000: Percée du groupe et changement de membres

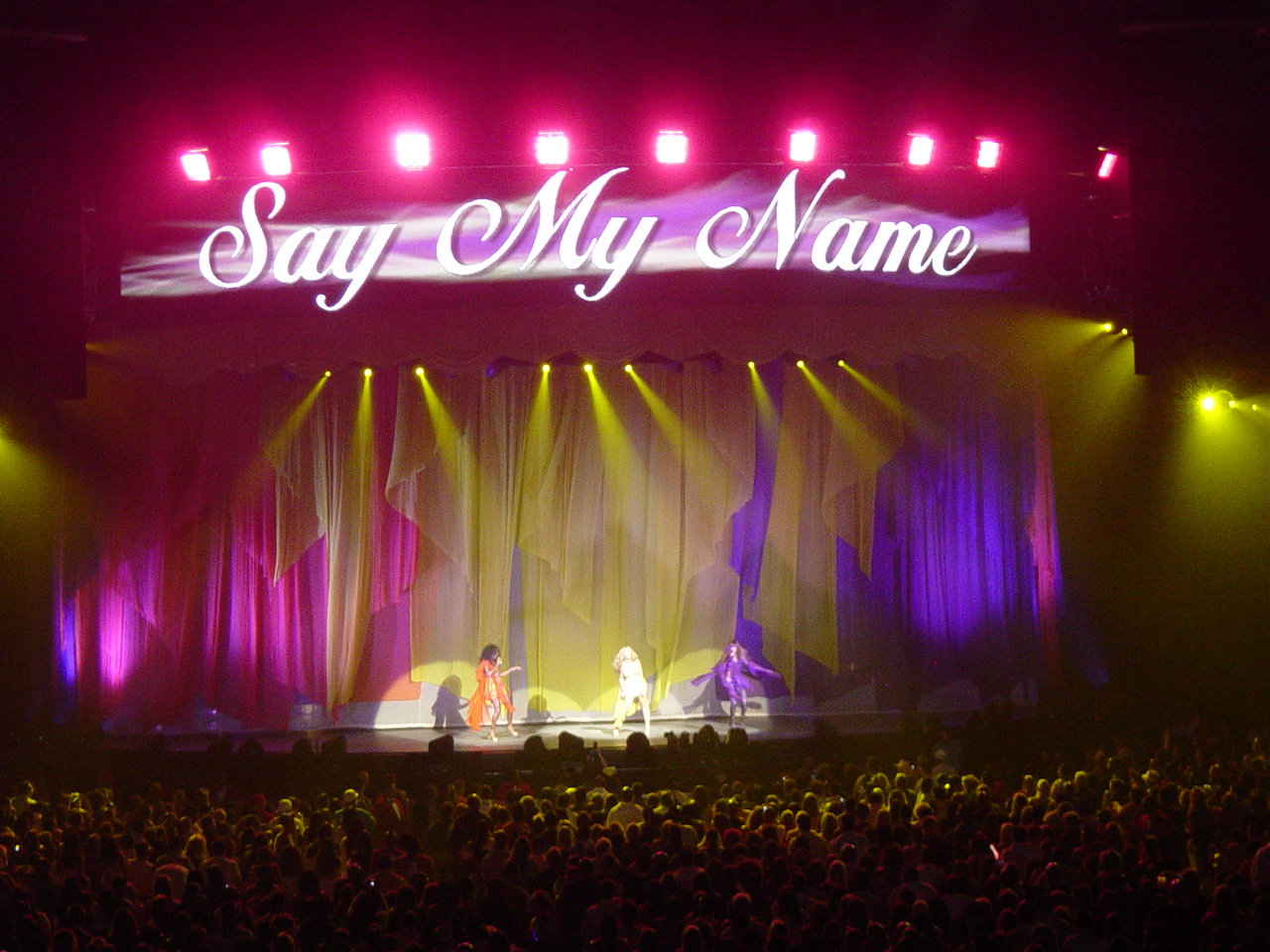
Destiny's Child interprétant leur hit de 2000 Say My Name au cours de leur tournée d'adieu, Destiny Fulfilled ... And Lovin' It.

Destiny's Child sort un premier album éponyme aux États-Unis le 17 février 1998, avec les productions de Rob Fusari, Jermaine Dupri, Wyclef Jean, Dwayne Wiggins et Corey Rooney ; ce dernier obtient la 67e place du Billboard 200 et la 14e position du Billboard Top R&B/Hip-Hop Albums. L'album se vend à plus de 500 000 exemplaires aux États-Unis et remporte un disque d'or de la part de la Recording Industry Association of America (RIAA). La version remix du premier single, No, No, No, atteint la première place du Billboard Hot R&B/Hip-Hop Singles & Tracks et la troisième position du Billboard Hot 100. Aux États-Unis, le single se vend à plus d'un million d'exemplaires et il est certifié disque de platine par la RIAA. Les singles suivants, With Me Part 1 et Get on the Bus ne réussissent toutefois pas à reproduire le succès de No, No, No.
En 1998, Destiny's Child gagne trois Soul Train Lady of Soul Awards dont celui du meilleur nouveau artiste pour No, No, No.
Après le succès de leur premier album, Destiny's Child reprend rapidement la route du studio, avec une nouvelle équipe de producteurs, dont Kevin « She'kspere » Briggs et Rodney Jerkins. Elles sortent The Writing's on the Wall le 27 juillet 1999 et l'album finit par devenir celui de la révélation. The Writing's on the Wall obtient la cinquième place du Billboard 200 et la seconde position du classement R'n'B au début de 2000. Bills, Bills, Bills sort en 1999 comme le premier single de l'album, il atteint la première place du Billboard Hot 100 et il devient leur premier single numéro-un aux États-Unis. The Writing's on the Wall est crédité comme l'album de la révélation des Destiny's Child car il stimule leur carrière et en les introduit à une plus large audience,. La clé de cette percée est le troisième single de l'album, Say My Name, qui atteint la première place du Billboard Hot 100 pendant trois semaines consécutives. Les sorties à succès des singles soutiennent les ventes de l'album,, qui se vend finalement à plus de huit millions d'exemplaires aux États-Unis, ce qui permet de faire gagner au groupe huit disques de platine de la part de la RIAA,. The Writing's on the Wall est l'un des albums les plus vendus de 2000.

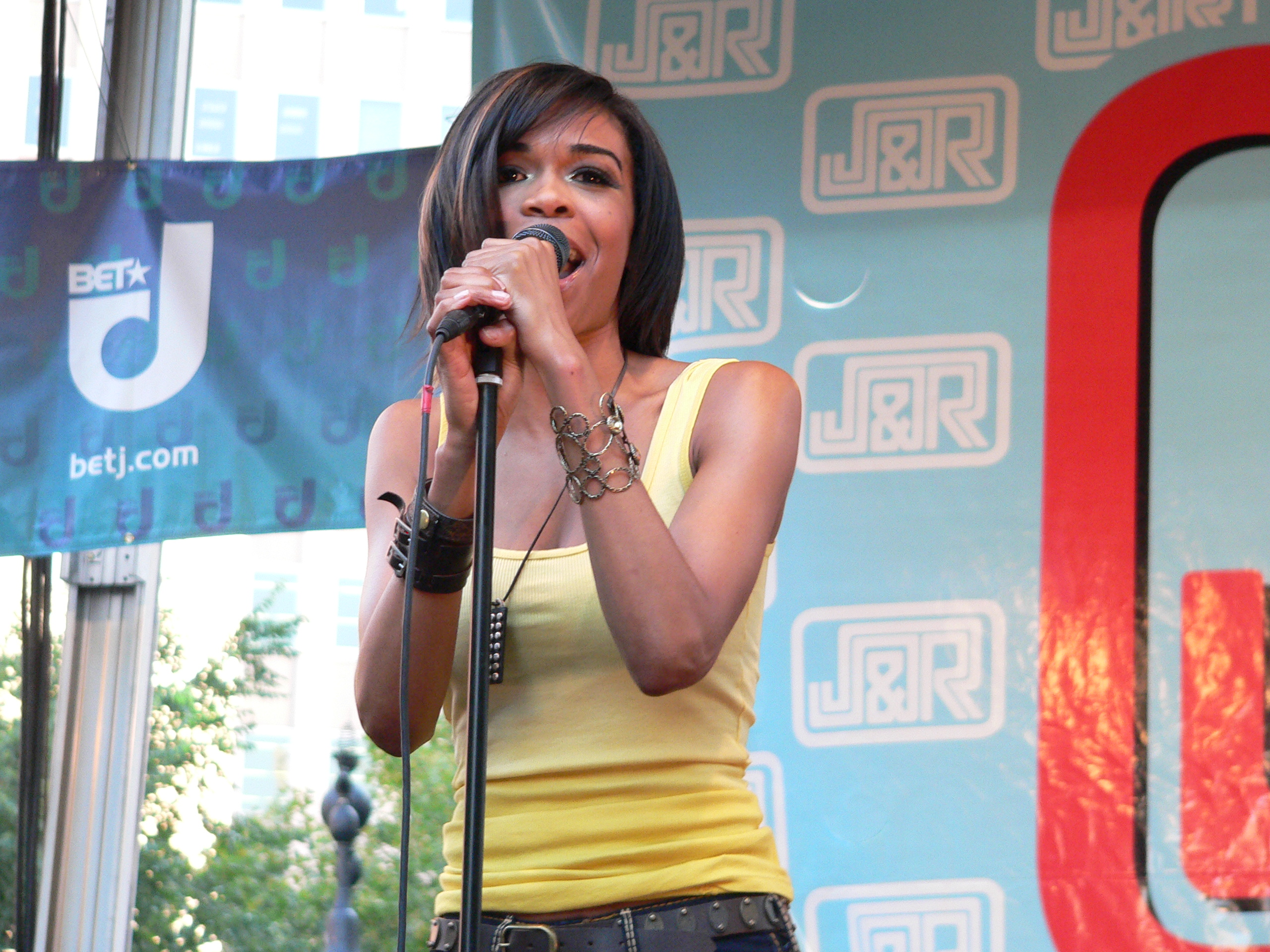
Michelle Williams rejoint le groupe en remplacement de Luckett et Roberson.

En décembre 1999, Luckett et Roberson tentent de se séparer de leur manager car elles prétendent qu'il conserve une part disproportionnée des bénéfices du groupe et qu'il favorise injustement Beyoncé et Rowland. Même si elles n'ont jamais eu l'intention de quitter le groupe, quand la vidéo de Say My Name fait surface en février 2000, Roberson et Luckett découvrent que deux nouvelles membres ont rejoint Beyoncé et Rowland. Avant la première de la vidéo, Beyoncé annonce sur TRL que les membres originales Luckett et Roberson ont quitté le groupe. Le groupe inclut donc Michelle Williams, une ancienne choriste de Monica, et Farrah Franklin, une chanteuse-actrice en herbe. Peu de temps après son passage avec Monica, Williams est introduit dans Destiny's Child par un ami chorégraphe et elle va à Houston où elle vit avec la famille Knowles.
En mars 2000, Roberson et Luckett prennent des mesures judiciaires pour poursuivre Mathew Knowles et les membres du groupe pour infraction par rapport au partenariat et aux obligations fiduciaires. À la suite de cette poursuite, les deux parties se dénigrent dans les médias. Cinq mois après ses débuts avec Destiny's Child, Franklin quitte le groupe après, selon le groupe, avoir demandé à partir en raison des apparitions promotionnelles et des concerts manqués. Selon Williams, Franklin ne pouvait pas gérer le stress des tournées. Franklin toutefois dit qu'elle a quitté le groupe à cause de la négativité autour du conflit et son incapacité à faire valoir aucun contrôle dans la prise de décision. Son départ est considéré comme moins sujet à controverse. Williams, d'autre part, partage que son inclusion dans le groupe entraîne de lutter contre son manque d'assurance : « Je me compare aux autres membres, et la pression était sur moi. ».
Vers la fin de l'année 2000, Roberson et Luckett diminuent la portion du procès visant Rowland et Beyoncé en échange d'un accord, mais elles continuent le procès contre leur manager. Dans le cadre de cet accord, les deux parties se voient interdites d s'attaquer. Roberson et Luckett forment un autre groupe féminin, Anjel, mais sans succès. Bien que touché par la crise, le succès des Destiny's Child continue. Les années suivantes de leur carrière sont considérés comme la partie la plus réussie du groupe car ce dernier devient un phénomène de la pop culture. Say My Name devient leur second numéro un et leur plus gros single à ce jour. Le quatrième single de The Writing's on the Wall, Jumpin', Jumpin', devient également un succès en se classant dans divers tops dix. Pendant ce temps, Destiny's Child commence à faire les premières parties des concerts des chanteuses pop Britney Spears et Christina Aguilera.
Avec Williams dans la nouvelle composition, Destiny's Child enregistre une chanson pour la bande originale de la version cinématographique de Charlie et ses drôles de dames. Sorti en single en octobre 2000, Independent Women Part I passe onze semaines consécutives à la première place du Billboard Hot 100 de novembre 2000 à janvier 2001 et devient le single le plus longtemps resté numéro un de la carrière des Destiny's Child et de cette année-là aux États-Unis. La sortie avec succès du single augmente les ventes de la bande originale de Charlie et ses drôles de dames à 1,5 million en 2001. En 2000, Destiny's Child gagne le Soul Train Sammy Davis Jr. de l'artiste de l'année et reçoit en avril un disque d'or durant leur premier mini-concert en France à la Fnac Ternes.

### 2001–2003:Survivor, sorties suivantes et pause
Aux Billboard Music Awards de 2000, Destiny's Child remporte plusieurs prix, dont celui de l'artiste de l'année et du Duo/Groupe de l'année. il gagne encore le prix de l'artiste de l'année parmi les cinq prix que le groupe remporte en 2001. En septembre 2000, le groupe remporte deux récompenses à la sixième cérémonie annuelle des Soul Train Lady of Soul Awards, dont celui de l'album R'n'B/Soul de l'année pour un groupe pour The Writing's on the Wall. Destiny's Child enregistre leur troisième album, Survivor, à la fin de 2000 et jusqu'au début 2001. Pendant le processus de production, Beyoncé prend un plus grand contrôle dans la coproduction et la coécriture de presque tout l'album,,. Survivor sort chez les disquaires lors de l'été 2001 et entre dans le Billboard 200 à la première place avec plus de 663 000 exemplaires vendues dans sa première semaine de vente,. Les trois premiers singles, Independent Women Part I, Survivor et Bootylicious atteignent le top trois aux États-Unis et fonctionnent également dans les autres pays puisque les deux premiers sont consécutivement numéros un au Royaume-Uni. L'album est certifié quadruple disque de platine aux États-Unis et double disque de platine en Australie.

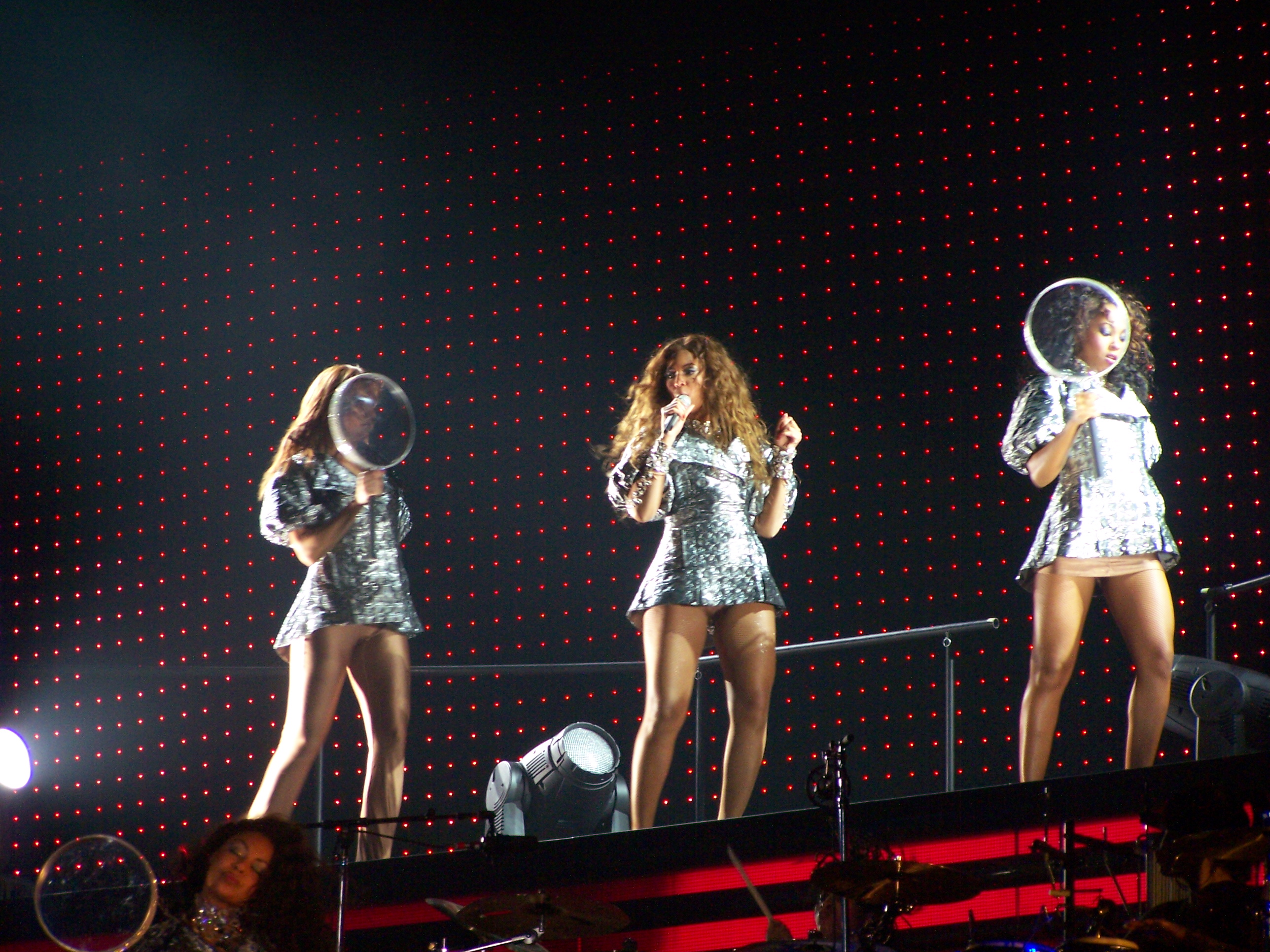
Beyoncé interprète le succès des Destiny's Child Independent Women Part I, le single le plus longtemps classé du groupe.

En octobre 2001, Destiny's Child sort un album de Noël, 8 Days of Christmas, qui contient des versions de plusieurs chansons de Noël. L'album arrive à atteindre la 34e place du Billboard 200. En février 2001, Destiny's Child gagne deux Grammy Awards pour Say My Name : la meilleure performance vocale R'n'B pour un duo ou groupe et la meilleure chanson R'n'B. Elles gagnent aussi un American Music Award pour le duo/groupe Soul/R'n'B favori. Également en 2001, Destiny's Child chante les chœurs pour Solange Knowles sur la chanson de la série animée de Disney Channel Cool Attitude. En mars 2002, une compilation remix intitulé This Is the Remix est sortie pour attirer de nouveaux fans avant la sortie d'un nouvel album studio. L'album remix atteint la 29e place aux États-Unis. Le single, qui a remporté un Grammy Award, Survivor est interprété par certains comme une réponse à la querelle entre les membres du groupe, même si Knowles affirme que c'est dirigé vers personne. En la voyant comme une violation de l'accord qui interdit chaque partie de dénigrer l'autre publiquement, Roberson et Luckett déposent une fois de plus une plainte envers les Destiny's Child et Sony Music, peu de temps après la sortie de This Is the Remix. En juin 2002, les problèmes sont réglés devant les tribunaux.
À la fin de l'année 2000, Destiny's Child annonce que les membres du groupe vont chacun se concentrer sur leur propre projet et sur la sortie d'albums solos, sur une idée de leur manager. En 2002, Williams sort, la première, son album studio, Heart to Yours, qui est du gospel contemporain. L'album atteint la première place du classement Billboard Top Gospel Albums. À la même date que Heart to Yours arrive dans les magasins, Destiny's Child sort leur autobiographie officielle, intitulée Soul Survivors. Rowland collabore avec l'artiste hip-hop Nelly sur Dilemma, qui devient un succès mondial et qui fait gagner à Rowland le Grammy Award de la meilleure collaboration rap/chant ; elle devient le premier membre des Destiny's Child à avoir un single numéro un aux États-Unis. Dans la même année, Beyoncé partage l'affiche avec Mike Myers dans le succès au box-office Austin Powers dans Goldmember. Elle enregistre par ailleurs son premier single solo, Work It Out, pour la bande originale du film.

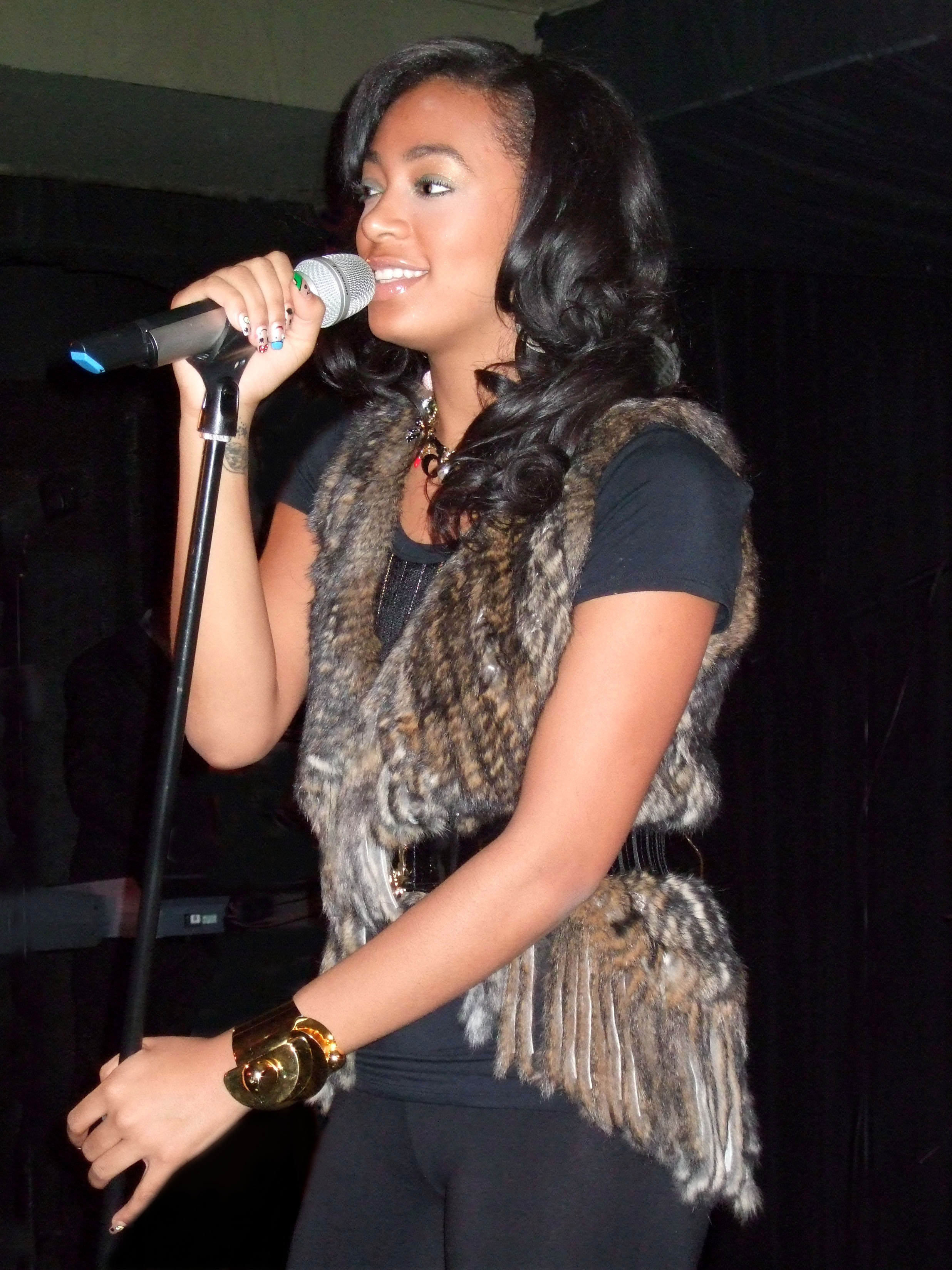
La sœur de Beyoncé, Solange, qui avait enregistré et chanté des chansons avec Destiny's Child, lors de leur reformation, toutefois, il est plus tard confirmé que c'était seulement un test pour voir la réaction du public.

Pour accroître le succès de Dilemma, le premier album solo de Rowland Simply Deep est avancé en septembre 2002 au lieu du début 2003. La carrière de Rowland prend internationalement de l'ampleur lorsque Simply Deep acquiert la première place du UK Albums Chart. La même année, elle fait ses débuts dans un  long métrage en participant au film d'horreur Freddy vs. Jason. Entre-temps, Beyoncé participe à son second film, The Fighting Temptations dans lequel elle apparaît en duo sur le single de son petit-ami Jay-Z '03 Bonnie & Clyde et qui ouvre la voie pour la sortie de son premier album solo.
À cause du succès de Dilemma, le premier album de Beyoncé, Dangerously in Love, est reporté à plusieurs reprises jusqu'en juin 2003,. Beyoncé est considérée comme la chanteuse comptant le plus de réussites avec ses trois sorties en solo. Dangerously in Love débute à la première place du Billboard 200 avec 317 000 exemplaires vendues. Il contient les titres numéro un Crazy in Love et Baby Boy ainsi que les singles qui se sont classés dans le top cinq : Me, Myself and I et Naughty Girl. Le début en solo de Beyoncé est bien accueilli par les critiques et la chanteuse gagne cinq Grammy Awards en une cérémonie pour Dangerously in Love, égalant ainsi le record de Norah Jones, Lauryn Hill, et Alicia Keys du plus grand nombre de Grammys remportés en une cérémonie par une artiste féminine. En novembre 2003, Williams apparaît dans Aïda à Broadway. En janvier 2004, elle sort son second album gospel, Do You Know.
Dwayne Wiggins, qui avait produit les premiers enregistrements des Destiny's Child, intente un procès en 2002 contre ses anciens conseillers juridiques (Bloom, Hergott, Diemer et Cook LLP) en demandant 15 millions de dollars en dommages et intérêts car ils ont fait diminuer son accord contractuel avec le groupe sans son consentement, rendant donc nul son contrat initial avec Sony Music/Columbia que lui offrait les enregistrements exclusifs de Destiny's Child pour une durée initiale de sept ans en échange de « certains royalties » au lieu des royalties uniquement des trois premiers albums. L'affaire est réglée pour un montant non divulgué.
En juin 2003, Mathew Knowles annonce que Destiny's Child voulait s'élargir en quatuor et révèle que la sœur cadette de Beyoncé, Solange, est le dernier membre à rejoindre le groupe. Destiny's Child enregistre déjà des chansons avec Solange et elle a partagé la scène avec elles quand elle a temporairement remplacé Rowland qui s'est cassée les orteils, lors d'une prestation. Leur manager, explique toutefois que l'idée est utilisée pour tester les réactions du public. En août 2003, Beyoncé confirme que sa sœur ne souhaite pas se joindre au groupe et qu'à la place elle fait la promotion de son premier album, Solo Star, sorti en janvier 2003.

### 2004–2005:Destiny Fulfilledet dernières sorties
Trois ans après leur pause, les membres de Destiny's Child se réunissent pour enregistrer leur quatrième et dernier album studio, Destiny Fulfilled. L'album introduit le trio à une sonorité plus forte et « urbaine », et que les chansons aussi sont interdépendantes. Destiny Fulfilled est placé sous le signe de l'égalité dans le trio : chaque membre contribue à l'écriture de la majorité des chansons, et elles deviennent les productrices exécutives, aux côtés de leur manager.

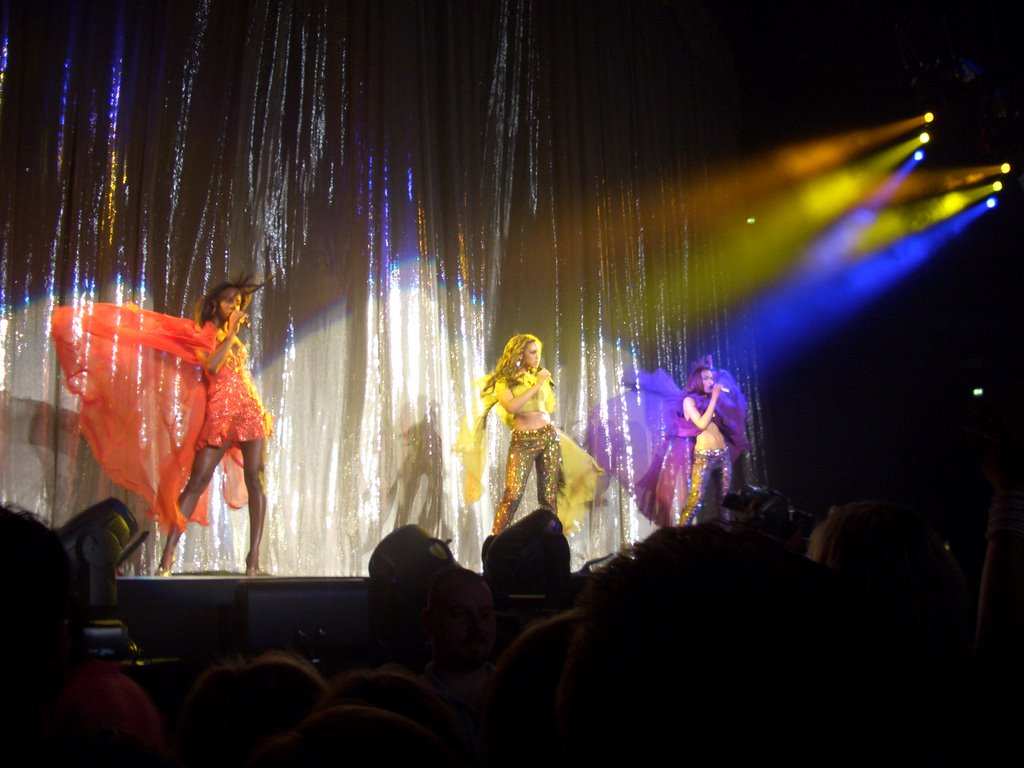
Destiny's Child interprète Say My Name durant leur tournée d'adieu, Destiny Fulfilled ... And Lovin' It.

Sorti le 16 novembre 2004, Destiny Fulfilled n'arrive pas à battre Survivor ; l'album prend la seconde place la semaine suivante de sa sortie, avec 497 000 exemplaires vendues dans sa première semaine au lieu des 663 000 exemplaires vendues pour le précédent album. Certifié triple disque de platine aux États-Unis, il est l'un des albums les plus vendus en 2005, avec neuf millions d'exemplaires vendus dans le monde entier ; il propulse le groupe à nouveau dans la position du groupe féminin qui vend le plus d'albums et dans celle du groupe américain de l'année. Quatre singles proviennent de cet album : le principal Lose My Breath, Soldier, Cater 2 U et Girl ; les deux premiers atteignent la troisième place aux États-Unis et Soldier et Cater 2 U sont certifiés disque de platine par la RIAA en 2006.
Pour promouvoir l'album, Destiny's Child commence une tournée mondiale intitulée Destiny Fulfilled ... And Lovin' It Tour. Le 11 juin 2005, au Palau Sant Jordi à Barcelone en Espagne, le groupe annonce devant 16 000 personnes sa dissolution officielle. Destiny's Child revendique, toutefois, que le nom de l'album Destiny Fulfilled n'était pas une coïncidence et qu'il signifiait bien que le groupe avait atteint la fin de sa carrière. Pendant la réalisation de l'album, les chanteuses du groupe prévoient de se séparer après quatorze ans de carrière commune, afin de faciliter leurs recherches d'aspirations individuelles. Beyoncé déclare que leurs destins sont déjà satisfaits. Le groupe envoie une lettre exclusive à MTV à propos de la décision en juin 2005 :

« Nous avons travaillé ensemble en tant que Destiny's Child depuis que nous avons 9 ans, et nous tournons ensemble depuis que nous avons 14 ans. Après beaucoup de discussions et une recherche d'une conscience profonde, nous avons réalisé que notre tournée actuelle nous a donné la possibilité de quitter Destiny's Child sur une bonne note, unis dans notre amitié et rempli d'une gratitude immense pour notre musique, nos fans, et chacune du groupe. Après toutes ces merveilleuses années de travail ensemble, nous avons réalisé que le moment est venu de poursuivre nos buts personnels et les efforts en solo pour de bon... Peu importe ce qui se passe, nous nous aimerons toujours comme des amis et des sœurs et nous nous soutiendrons toujours les uns les autres en tant qu'artiste. Nous tenons à remercier tous nos fans pour leur amour et soutien incroyable et nous espérons vous revoir tous quand nous continuerons à réaliser nos destinées. »

— Destiny's Child, lettre à MTV
Destiny's Child sort leur album compilation, #1's, le 25 octobre 2005. La compilation inclut leurs titres numéro un dont Independent Woman Part 1, Say My Name et Bootylicious. Trois nouvelles pistes sont enregistrées pour la compilation, dont Stand Up for Love, qui est enregistrée comme chanson de la journée mondiale des enfants, et Check on It, enregistrée par Beyoncé pour la bande originale du film La Panthère rose. #1's sort également en Dualdisc, avec la même liste des pistes, sept vidéos de chansons choisies et une bande-annonce de leur concert en DVD Destiny's Child: Live in Atlanta. Le DVD est filmé durant la visite à Atlanta de la tournée Destiny Fulfilled ... And Lovin' It, et sort le 28 mars 2006. Il est certifié disque de platine par le RIAA, avec plus d'un million d'exemplaires vendus.
Le titre de la compilation est contesté car elle contient des singles numéros-un, mais pas uniquement. Bien que le livret compris dans la compilation ne présentent pas toutes les informations concernant les performances commerciales des chansons présentes, le journaliste Keith Caulfield du magazine Billboard suggère que le nom ne pouvait qu'être qu'« un angle marketing ». En dépit de cela, le journaliste Chris Harris de MTV dit qu'il est « à la hauteur de son nom » ; #1's débute à la première place du Billboard 200 avec 113 000 exemplaires vendus dans sa première semaine. Stand Up for Love sort comme le dernier single des Destiny's Child.

### 2013: Nouvelle compilation
Le 10 janvier 2013, Beyoncé Knowles annonce que le groupe va sortir un titre inédit qui s'intitule Nuclear,. Ce titre fera partie de la compilation Love Songs qui sortira le 29 janvier 2013.

## Dissolution et projets récents

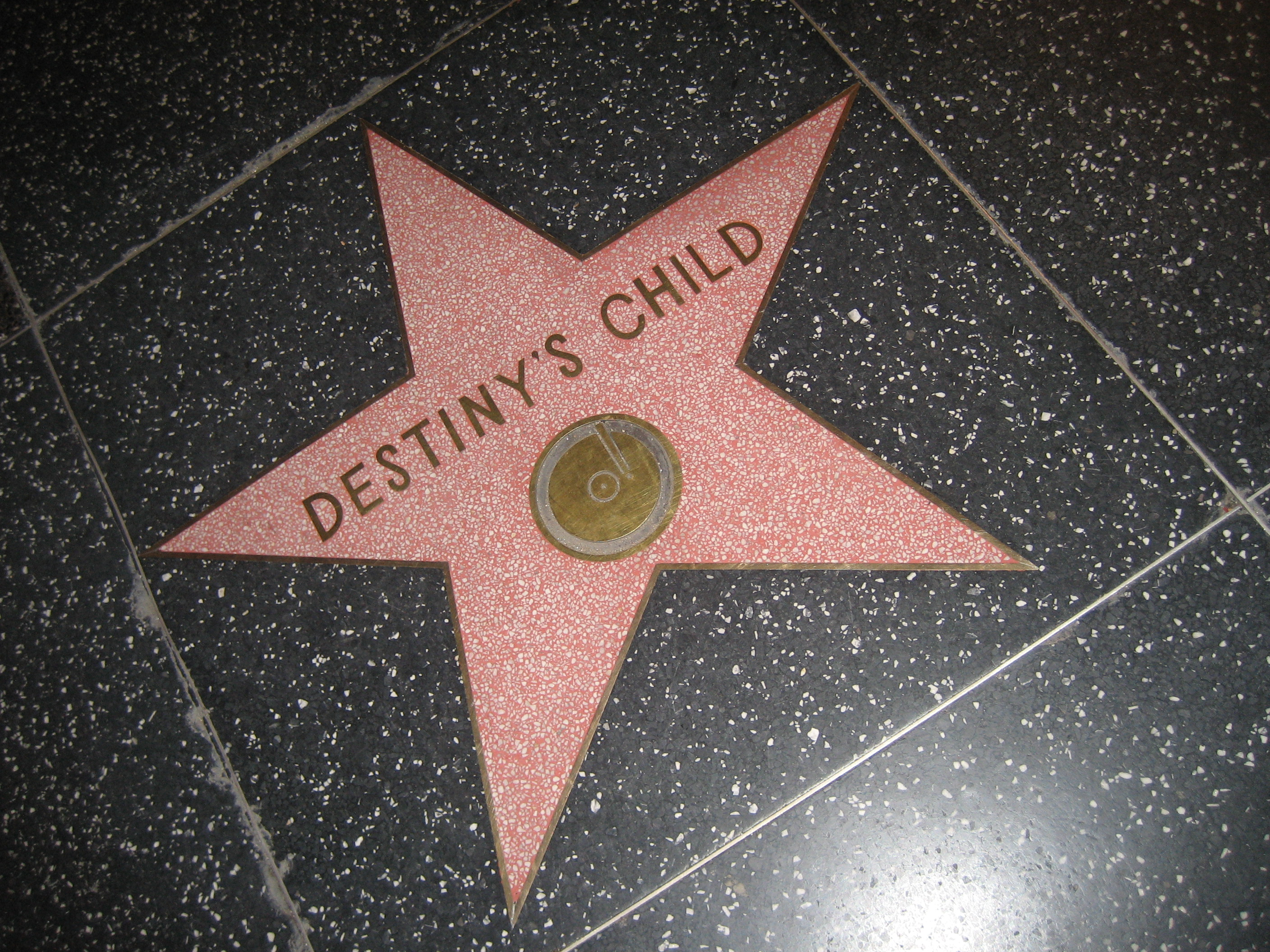
L'étoile des Destiny's Child sur le Hollywood Walk of Fame.

Destiny's Child se réunit pour une dernière prestation à la NBA All-Star Game 2006 le 19 février 2006, à Houston ; toutefois Beyoncé commente : « c'est le dernier album, mais ce n'est pas le dernier spectacle,. ». Leur dernière performance télévisée est le concert réalisé au bénéfice des Fashion Rocks, à New York, le même mois. Le 28 mars 2006, Destiny's Child est introduit au Hollywood Walk of Fame et devient le 2 035e bénéficiaire de cette reconnaissance faite aux célébrités. Aux BET Awards de 2006, Destiny's Child gagne le prix du meilleur groupe, une catégorie qu'elles avaient également remportée en 2005 et 2001.
Après la dissolution du groupe, tous les membres continuent leurs projets en solo, dont LeToya Luckett, qui sort son premier album solo, LeToya, en juillet 2006, prenant a première place du Billboard 200. Beyoncé joue dans la comédie de 2006 La Panthère Rose, pour laquelle elle enregistre le single numéro un Check on It puis elle décroche un rôle dans Dreamgirls, l'adaptation cinématographique de la comédie musicale de 1981 de Broadway portant sur un groupe de chanteuses des années 1960 et s'inspirant du groupe entièrement féminin de la Motown : The Supremes. Dans le film, elle joue le personnage de Deena Jones qui est basé sur celui de Diana Ross,. Inspirée par son rôle dans le film, elle enregistre son second album solo, intitulé B'Day puisqu'il sort le 4 septembre 2006 aux États-Unis, et afin de coïncider avec son anniversaire. Le clip vidéo de Beyoncé pour son single Get Me Bodied contient Rowland, Williams, et la sœur de Beyoncé Solange. La vidéo sort sur l'album vidéo B'Day Anthology en avril 2007 et Beyoncé explique alors : « cela donne le ton de la vidéo, parce que vous sentez que vous êtes là pour une partie de cette expérience. »
En 2007, Rowland sort son second album solo, Ms. Kelly. Le 26 juin 2007, le groupe se retrouve lors des BET Awards. Beyoncé interprète Get Me Bodied avec, comme invités spéciaux, Williams, Solange Knowles, et Mo'Nique. Après sa performance, Beyoncé introduit Rowland qui interprète son single Like This avec Eve. Lors de l'arrêt du 2 septembre 2007 à Los Angeles de la tournée The Beyoncé Experience, Beyoncé chante un extrait de Survivor avec Rowland et Williams. Les deux dernières entonnent ensuite une chanson pour l'anniversaire de Beyoncé. La performance est enregistrée sur le DVD de la tournée, The Beyoncé Experience Live, qui est sorti le 20 novembre 2007. À l'été 2008, Rowland sort une version retravaillée de son album de 2007 sous le titre Ms. Kelly Deluxe. Il donne naissance à un single présent dans le top 20 britannique avec sa reprise nouvellement enregistrée de la piste des années 1970 de Bobby Womack, Daylight, en compagnie du rappeur des Gym Class Heroes : Travie McCoy. Beyoncé enregistre une reprise de Honesty de Billy Joel qui est inclus sur un CD de Mathew Knowles et réalisé par Music World, sorti uniquement au Japon vers la fin de juin 2008 pour célébrer le dixième anniversaire des Destiny's Child. Williams sort son troisième album solo et son premier titre qui ne soit pas du Gospel, Unexpected, en octobre 2008, avec plusieurs pistes uptempos avec un son Eurodance. Le mois suivant, Beyoncé sort son troisième album studio en solo, I Am... Sasha Fierce. Dans l'été  2009, Williams entre dans l'histoire en devenant la première comédienne afro-américaine à jouer la meurtrière et chanteuse Roxie Hart dans l'étape au London West End de la comédie musicale sur scène Chicago. En juin 2010, Rowland sort Commander, le premier single de son troisième album solo à venir. Fin 2010, Michelle Williams participe à la huitième saison de Strictly Come Dancing, qui est la version originale de Dancing with the Stars, au Royaume-Uni. Elle est éliminée, avec son partenaire de danse Brendan Cole, au bout du quatrième prime. En 2011, Kelly Rowland arrive dans le jury de la huitième saison avec Gary Barlow et Tulisa Contostavlos en remplacement de Dannii Minogue, Simon Cowell et Cheryl Cole.
Le 4 février 2013 lors du show de la mi temps du XLVII super Bowl, le groupe réapparaît pour interpréter un medley.
Le groupe se retrouve pour les deux performances de Beyonce en tant que tête d'affiche du festival Coachella en Avril 2018. Elles interprètent un Medley comprenant Lose My Breath, Say My Name et Soldier.
En 2025, le groupe se retrouve lors de la dernière date du Cowboy Carter Tour à Las Vegas. Elles y interprètent un medley de Lose My Breath / ENERGY / Bootylicious.

## Philanthropie
En 2005, le producteur de disques David Foster, sa fille Amy Foster-Gillies et Beyoncé écrivent Stand Up for Love pour servir d'hymne à la journée mondiale de l'enfance, un évènement mondial annuel pour sensibiliser et trouver des fonds pour la cause des enfants. Au cours des trois dernières années, plus de 50 millions de dollars ont été amassés pour la Ronald McDonald House Charities et d'autres organisations pour les enfants. Destiny's Child prêtent également leurs voix et leur support en tant qu'ambassadrices mondiales pour la journée de 2005.
Rowland et Knowles, avec la famille de cette dernière, fondent la Survivor Foundation, un organisme de bienfaisance mis en place dans le but de fournir des logements de transition pour les victimes de l'ouragan Katrina et les évacués des tempêtes dans la zone de Houston, au Texas. La Survivor Foundation étend sa mission au moyen du Knowles-Rowland Center For Youth, une installation polyvalente de sensibilisation communautaire au centre-ville de Houston. À la suite des attentats du 11 septembre 2001, Destiny's Child annule une tournée européenne et fit un concert au bénéfice des survivants.

## Style et thèmes

### Style

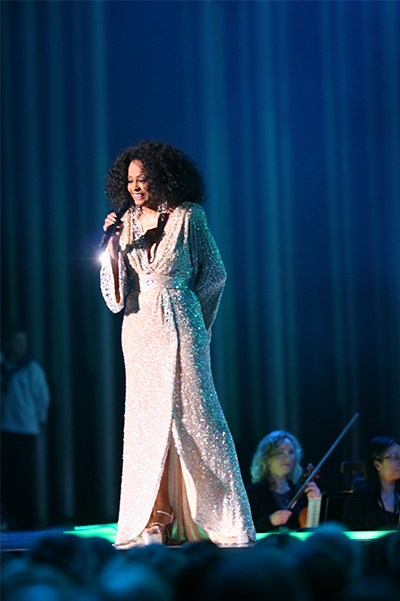
L'artiste R'n'B Diana Ross, chanteuse des The Supremes, à qui Beyoncé Knowles est assimilée.

Destiny's Child enregistre des chansons R&B avec de styles qui englobent l'urban, le RnB contemporain et la dance-pop. Selon les Destiny's Child, la chanteuse R'n'B Janet Jackson est une de leurs influences. Ann Powers de The New York Times décrit la musique des Destiny's Child comme « fraîche et émotionnelle (...) Ces femmes ont les meilleures mixes, les samples les plus avisés et en particulier les rythmes avec le plus de choses. » Dans le même périodique, Jon Pareles note que la performance qui définit Destiny's Child, à côté de la voix de Beyoncé, « est la façon dont ses mélodies sautent dans et hors du double-temps. Au-dessus d'une fragilité, les pistes avec un rythme syncopé, les couplets alternés rapidement articulés avec de légers chœurs. » Le groupe harmonise habituellement leurs voix dans leurs chansons, spécialement dans les ballades. Dans la plupart des morceaux, chaque membre chante un couplet puis intervient dans le refrain. Dans Survivor, chaque membre chante dans la majorité de l'album : « tout le monde est une part de la musique (...) Tout le monde chante principalement sur toutes les chansons, et c'est génial — parce que maintenant Destiny's Child est sur le point vocalement et mentalement à ce qu'il doit être. » Beyoncé, toutefois, entraîne complètement certaines chansons comme Brown Eyes et Dangerously in Love.

### Thèmes
Le groupe explore les relations d'hommes à femmes, la solidarité féminine et entonne des hymnes à la responsabilisation féminine. Survivor contient des thèmes interprétés par le public comme une référence au conflit interne vécu par le groupe. La chanson-titre, Survivor, qui fixe le thème utilisé tout au long de l'album, contient les paroles :

« Je ne vais pas vous détruire à la radio / Je ne vais pas mentir sur vous ou votre famille / Je ne vais pas vous haïr dans le magazine »

— Extrait de Survivor
Ces paroles font que LaTavia et LeToya Luckett déposent ensemble une plainte envers le groupe car les paroles sont perçues comme une violation de leur accord à la suite d'un règlement au tribunal. Dans une interview, Beyoncé commente : « les paroles du single Survivor sont une histoire des Destiny's Child, parce que nous avons vécu beaucoup de choses, (...) Nous sommes passés par notre drame avec les membres (...) Toute complication que nous avons eue dans notre période de 10 ans de temps ont fait de nous des gens de plus en plus strictes et meilleures. » Une autre chanson intitulée Fancy contient les paroles :

« Tu as toujours essayé de rivaliser avec moi, fille... trouve ta propre identité »

— Extrait de Fancy
Cette chanson est interprétée par le critique David Browne, dans son examen de l'album pour le magazine Entertainment Weekly, comme une réponse à la suite de cette poursuite judiciaire. Stephen Thomas Erlewine de AllMusic résume Survivor comme « un disque déterminé, têtu, pour prouver que Destiny's Child a une valeur artistique large parce que le groupe survit aux conflits internes. ... C'est un disque qui essaye d'être une déclaration audacieuse d'un objectif, mais les souffles se sentent forcés et artificiels. » Bien qu'il y ait l'éloge de la critique envers les disques des Destiny's Child, l'implication étroite de Beyoncé dans leurs projets suscite des critiques. Elle a écrit et coproduit la majeure partie de Survivor. Browne suggère que son aide fait de l'album un « prématuré, mais inévitable, album de crise de croissance ».

## Image publique
Destiny's Child est comparé aux Supremes, un groupe féminin américain des années 1960. Beyoncé notamment est assimilée à Diana Ross, la chanteuse des Supremes. Celle-là rejette toutefois cette idée. Elle joue dans l'adaptation cinématographique de la comédie musicale de Broadway Dreamgirls dans le rôle de Deena Jones, la chanteuse du groupe The Dreams, un groupe de chanteuses inspiré des Supremes. Avec le rôle assumé par Beyoncé dans la production de Survivor, Gil Kaufman de MTV note qu'« il devient clair que Beyoncé devient la leader musical sans équivoque des Destiny's Child et son visage public ». Sa position dominante en ce qui concerne l'apport créatif fait de l'album Survivor véritablement « son travail ». Pour Lola Ogunnaike du The New York Times, « cela a été une croyance de longue date dans l'industrie de la musique que Destiny's Child est un peu plus d'une rampe de lancement pour l'inévitable carrière solo de Beyoncé Knowles. »
À la suite de Dangerously in Love de Beyoncé, les rumeurs se sont propagées à propos de l'éventuelle scission de Destiny's Child après que chaque membre connut le succès,. Les comparaisons sont faites avec Justin Timberlake, qui n'est pas retourné dans le groupe 'N Sync après son premier album solo, à succès, Justified,. Rowland répond à ces rumeurs et annonce qu'elles sont de retour en studio ensemble. Le groupe affirme que la réunion est destinée à se produire et que leur affinité pour les autres gardait leur cohésion. Margeaux Watson, rédacteur au magazine Suede, suggère que « la star ne voulait pas apparaître déloyale envers ses anciennes partenaires », et qualifie la décision de Beyoncé de retourner dans le groupe, d'« acte de charité ». La mère de Beyoncé, Tina, écrit un livre publié en 2002, intitulé Destiny's Style: Bootylicious Fashion, Beauty and Lifestyle Secrets From Destiny's Child, qui explique en quoi la mode a un impact sur le succès de Destiny's Child.

## Discographie

### Albums studio
- 1998: Destiny's Child
- 1999: The Writing's on the Wall
- 2001: Survivor
- 2001: 8 Days of Christmas
- 2004: Destiny Fulfilled

### Compilations
- 2000 : Millennium best 2000
- 2002 : This Is the Remix
- 2005 : Number 1's
- 2013 : Love Songs (inclus l'inédit Nuclear)